# Łukasz Schreiber

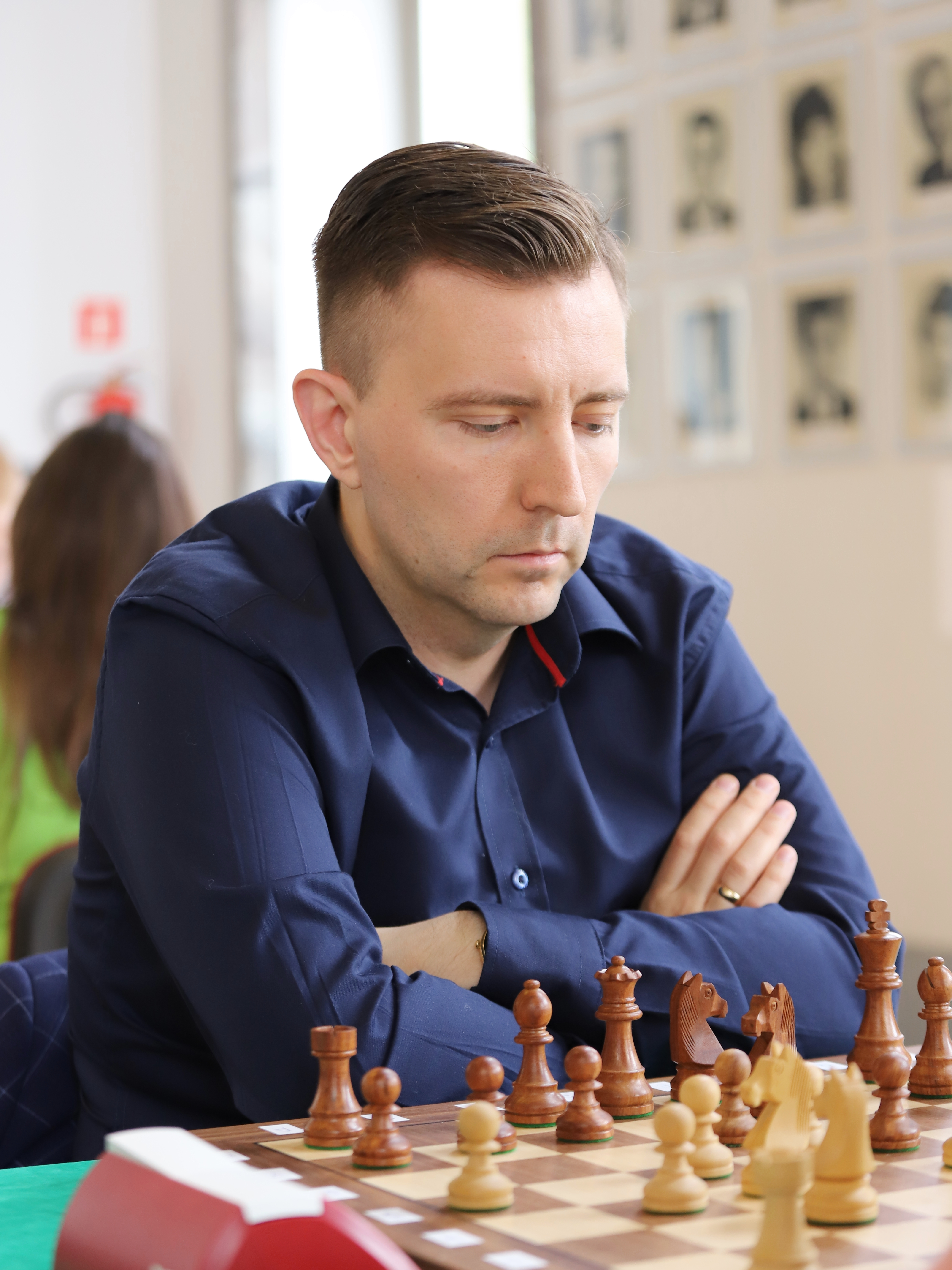
Łukasz Schreiber w Łodzi (2021)

Łukasz Paweł Schreiber (ur. 26 maja 1987 w Bydgoszczy) – polski polityk i samorządowiec, poseł na Sejm VIII, IX i X kadencji, w latach 2018–2019 sekretarz stanu w Kancelarii Prezesa Rady Ministrów, w latach 2019–2023 minister-członek Rady Ministrów w drugim rządzie Mateusza Morawieckiego, a także przewodniczący Komitetu Stałego Rady Ministrów i sekretarz Rady Ministrów.

## Życiorys
W 1997 zdobył tytuł mistrza Polski juniorów w kategorii do 10 lat w szachach, był również reprezentantem Polski na mistrzostwach świata i Europy juniorów w tej samej kategorii wiekowej. W 1997 uzyskał I kategorię szachową (I+).
Absolwent Liceum Ogólnokształcącego Towarzystwa Salezjańskiego w Bydgoszczy. W 2009 ukończył studia licencjackie na Wydziale Prawa i Administracji Uniwersytetu Mikołaja Kopernika w Toruniu. W 2013 uzyskał tytuł zawodowy magistra administracji na Uniwersytecie Kazimierza Wielkiego w Bydgoszczy.
Od 2004 działał w stowarzyszeniu Młodzi Konserwatyści, został sekretarzem generalnym i przewodniczącym rady krajowej tej organizacji. Wstąpił do Prawa i Sprawiedliwości, obejmując w 2012 funkcję przewodniczącego miejskich struktur partii. Był asystentem Kosmy Złotowskiego. Zajął się także prowadzeniem własnej działalności gospodarczej, został współwłaścicielem antykwariatu.
W 2014 uzyskał mandat radnego miejskiego w Bydgoszczy. W wyborach parlamentarnych w 2015 z ramienia PiS kandydował do Sejmu w okręgu bydgoskim. Został wybrany na posła VIII kadencji, otrzymując 7291 głosów. W listopadzie 2018 został powołany na stanowisko sekretarza stanu w KPRM.
W wyborach w 2019 z powodzeniem ubiegał się o poselską reelekcję, otrzymując 30 053 głosy. 15 listopada 2019 został powołany na funkcję ministra-członka rady ministrów w drugim rządzie Mateusza Morawieckiego. W tym samym miesiącu został też przewodniczącym Komitetu Stałego Rady Ministrów, objął również obowiązki sekretarza Rady Ministrów. W wyborach w 2023 po raz trzeci z rzędu uzyskał mandat poselski (z wynikiem 44 413 głosów). 27 listopada tego samego roku zakończył pełnienie funkcji ministra, odchodząc z administracji rządowej. Został pełnomocnikiem PiS w województwie kujawsko-pomorskim. W lutym 2024 został ogłoszony kandydatem PiS na prezydenta Bydgoszczy w wyborach samorządowych w tym samym roku. Startował z ramienia KWW Łukasza Schreibera – Bydgoska Prawica; w wyborach (zakończonych reelekcją Rafała Bruskiego w pierwszej turze) zajął drugie miejsce z wynikiem 28,72% głosów. W tym samym roku bezskutecznie kandydował też w wyborach europejskich. W październiku 2024 wszedł w skład komitetu wykonawczego PiS, a w kolejnym miesiącu, po likwidacji stanowisk pełnomocników wojewódzkich PiS, stanął na czele struktur partii w okręgu bydgoskim.

## Życie prywatne
Jest synem polityka Grzegorza Schreibera oraz Wioletty. Z pierwszą żoną, z którą się rozwiódł, ma dziecko. W 2015 zawarł związek małżeński z Marianną, z którą ma córkę Patrycję. W marcu 2024 poinformował o rozstaniu z żoną, z którą rozwiódł się w czerwcu 2025.

## Publikacje
- Sulla 138–78 p.n.e., seria Bitwy/Taktyka, Inforteditions, Zabrze 2013.
- Factio Metelli in the Opposition to Caius Marius in 104 B.C., „Res Historica”, nr 49, Instytut Historii UMCS, Lublin 2019.

## Wyniki wyborcze
| Wybory | Komitet wyborczy   | Komitet wyborczy                          | Organ                           | Okręg                       | Wynik           |
| ------ | ------------------ | ----------------------------------------- | ------------------------------- | --------------------------- | --------------- |
| 2014   |                    | Prawo i Sprawiedliwość                    | Rada Miasta Bydgoszczy          | nr 3                        | 2557 (13,70%)   |
| 2015   | Sejm VIII kadencji | Prawo i Sprawiedliwość                    | nr 4                            | 7291 (1,95%)                |                 |
| 2019   | Sejm IX kadencji   | Prawo i Sprawiedliwość                    | nr 4                            | 30 053 (6,53%)              |                 |
| 2023   | Sejm X kadencji    | Prawo i Sprawiedliwość                    | nr 4                            | 44 413 (8,32%)              |                 |
| 2024   |                    | KWW Łukasza Schreibera – Bydgoska Prawica | Prezydent Miasta Bydgoszczy     | Prezydent Miasta Bydgoszczy | 32 375 (28,72%) |
| 2024   |                    | Prawo i Sprawiedliwość                    | Parlament Europejski X kadencji | nr 2                        | 13 578 (2,49%)  |